# Jackie Chan Adventures
Jackie Chan Adventures és una nord-americà de The Walt Disney Company sèrie animada que se centra a les aventures d'una versió fictícia del conegut actor de pel·lícules d'arts marcials Jackie Chan.
La sèrie es va emetre originalment pel canal Kids'WB! a partir del 9 de setembre del 2000 fins al 8 de juliol de 2005, amb un total de 95 episodis en 5 temporades.
Jackie Chan Adventures és una sèrie d'episodis on Jackie, la seva neboda Jade, el seu oncle, Toru i el capità Black de la secció 13 tracten d'aturar la maldat dels dimonis en els portals. Jackie és un arqueòleg i també un agent. Jackie i els seus amics volen tenir els 12 talismans per tenir poders quan els portals s'obrin i tractar d'eliminar els dimonis que surten, els talismans només poden ajudar a fer el conjur txi ràpid.